# Байка (Забайкальский край)
Байка — село в Нерчинско-Заводском районе Забайкальского края. Входит в состав сельского поселения «Ивановское».

## География
Находится в 24 км юго-западнее села Нерчинский Завод на левом берегу реки Нижняя Борзя.

## Топонимика
Название Байка происходит, возможно, от бурятского байха — «быть», «находиться», «иметься»; «оставаться». Вероятно, такое название связано с тем, что здесь располагалось постоянное поселение бурят.

## История
В 1851 году село вошло в состав Больше-Зерентуйской станицы, относившейся к пешему войску Забайкальского казачьего войска, позже перешло в 4-е Нерчинско-Заводское военное отделение.
На 1917 год в населённом пункте функционировали поселковое управление, 1-классное училище, частная мукомольная мельница, торговая лавка. Село Байка являлось полуэтапом для ссыльных и заключённых, которые конвоировались в Кутомарскую каторжную тюрьму, здесь они останавливались на привал либо ночёвку.
Согласно Переписи населения СССР 1926 года, село Байка являлось центром Байкинского сельсовета Нерчинско-Заводского района Сретенского округа Дальневосточного края. Там насчитывалось 163 хозяйства, среди них 128 хозяйств крестьянского типа и 35 прочих. По национальному составу преобладали русские, они вели 162 из 163 хозяйств. Население села составляло 841 человек (408 мужчин и 433 женщины).
В 1950х-1960х Байка была перенесена на противоположный берег.
В 1931 году в Байке был создан колхоз имени Разумова, который в 1951 году вошёл в состав колхоза имени Семёна Будённого. Последний в 1961 году был реорганизован в совхоз «Зерентуйский». В 1979 году в селе создано отделение совхоза «Ивановский» с центром в селе Ивановка. Данный совхоз специализируется на пчеловодстве и выращивании зерновых, также он занимается мясным и молочным скотоводством, овцеводством и коневодством. На момент 2019 года колхоз в Байке не работает. 

## Экономика
Большинство жителей Байки занимаются ведением личного подсобного хозяйства.

## Инфраструктура
В селе по состоянию на 2023 год функционирует школа, магазин, библиотека и водокачка.  

## Население
| 2002 | 2010 | 2021 |
| ---- | ---- | ---- |
| 365  | ↘286 | ↘247 |

На 2002 год население села составляло 365 человек. На 2023 год население составляло 150+ человек. 